# رله فریم
در زمینهٔ شبکه‌های کامپیوتری ، frame relay شامل تکنیک انتقالی کارآمدی می‌باشد و قابل استفاده برای ارسال اطلاعات دیجیتال با سرعت و با هزینهٔ کمتر در چند frame از یک یا چند مقصد به یک یا چند نقطهٔ پایانی، می‌باشد. 
معمولاً فراهم کننده‌های شبکه ,frame relay را برای انتقال صدا و داده‌ها به صورت تکنیک ارسال فریم بین شبکه‌های LAN و WAN به کار می‌برند. هر کار بر پایانی یک خط شخصی از گرهٔ frame relay به دست می‌آورد. 
از سال 2006 شبکه‌های بومی بر پایه IP شروع به جانشین گزیدن برای frame relay هستند. با ظهور VPN , MPLS و سرویس‌های پهنای باند اختصاصی همانند : DSL پایانی کاری در انتظار پروتکل frame relay و ارسال داده‌ها به صورت فریم خواهد بود. 
ولی مناطق روستایی باقی خواهند ماند که از تکنولوژی DSL و سرویس مودم محروم باشند و دراین زمان است که قیمتی‌ترین نوع اتصال خط kb128 frame relay باقی خواهد ماند. بنابراین برای مثال امکان دارد یک زنجیره جزئی از frame relay برای اتصال مناطق روستایی به WAN استفاده شود.
منبع: صفحه قدیمی شبکه گسترده بخش فارسی